# Гришкино (Мензелинский район)
Гришкино — деревня в Мензелинском районе Татарстана. Входит в состав Старомазинского сельского поселения.

## География
Находится в восточной части Татарстана на расстоянии приблизительно 10 км на юго-запад по прямой от районного центра города Мензелинск.

## История
Основана в 1792 году, упоминалась также как Денисовка.

## Население
Постоянных жителей было: в 1795 году — 83, в 1859 — 89, в 1870—147, в 1884 — 90, в 1906—131, в 1926—249, в 1938—316, в 1949—285, в 1958—226, в 1970—194, в 1979—131, в 1989 — 32, в 2002 — 22 (русские 91 %), 16 в 2010.